# Phlyarus tubericollis
Phlyarus tubericollis là một loài bọ cánh cứng trong họ Cerambycidae.